# 1923 en Lorraine
Chronologie de la Lorraine
- 1919
- 1920
- 1921
- 1922
- 1923
- 1924
- 1925
- 1926
- 1927

Cette page est une liste d'événements qui se sont produits durant l'année 1923 en Lorraine.

## Événements

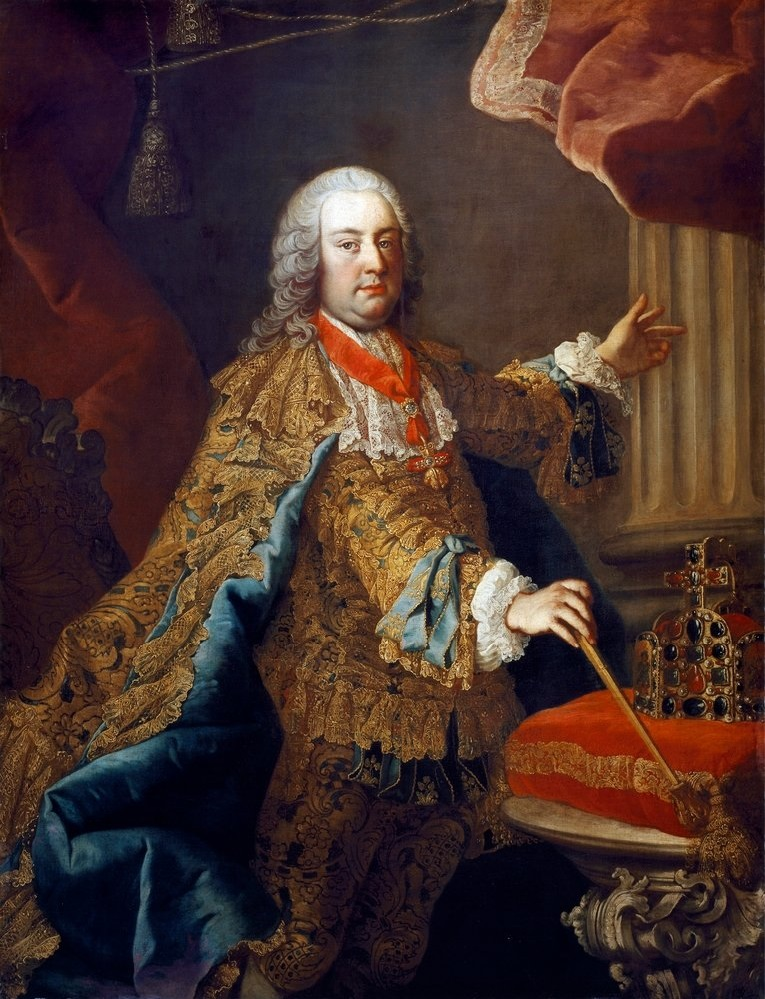
François III de Lorraine

- Les mineurs mosellans font grève pour soutenir leurs collègues de la Ruhr qui s'opposent à l'occupation française[1].
- Une partie des archives emportées par François III de Lorraine à Vienne est restituée aux Archives départementales de Meurthe-et-Moselle[2] par l'Autriche.
- Inauguration du Stade Saint-Symphorien de Metz[3].
- Ouverture de la Mine d' Ottange II[4].
- Création du 15e régiment du génie de Toul, spécialisé dans les chemins de fer de campagne à voies de 60, Système Péchot et Decauville, un outil stratégique lors de la Première Guerre mondiale[5] et dans la ligne Maginot[6].

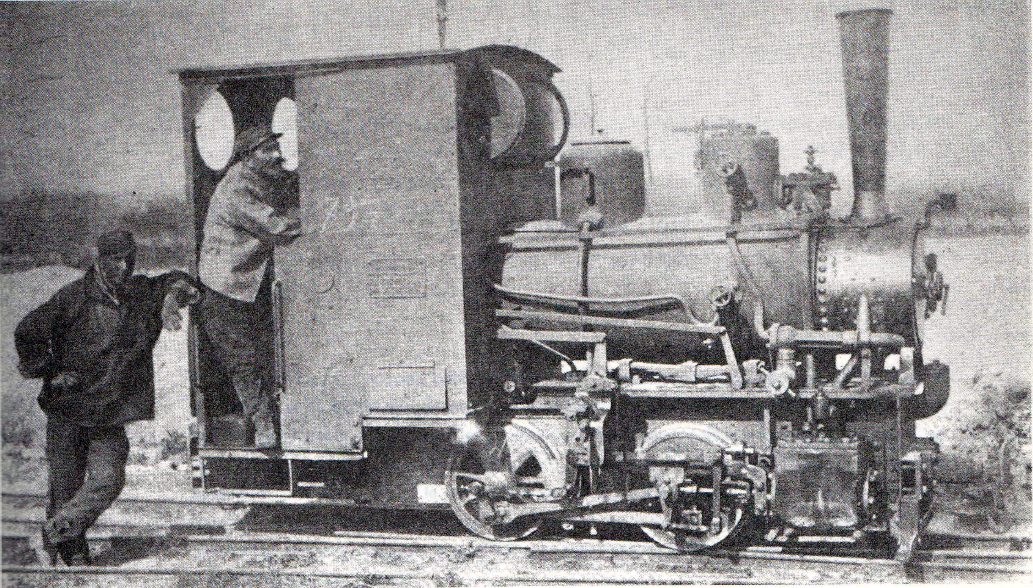
Locomotive Decauville 0-2-0 T "Alsace"
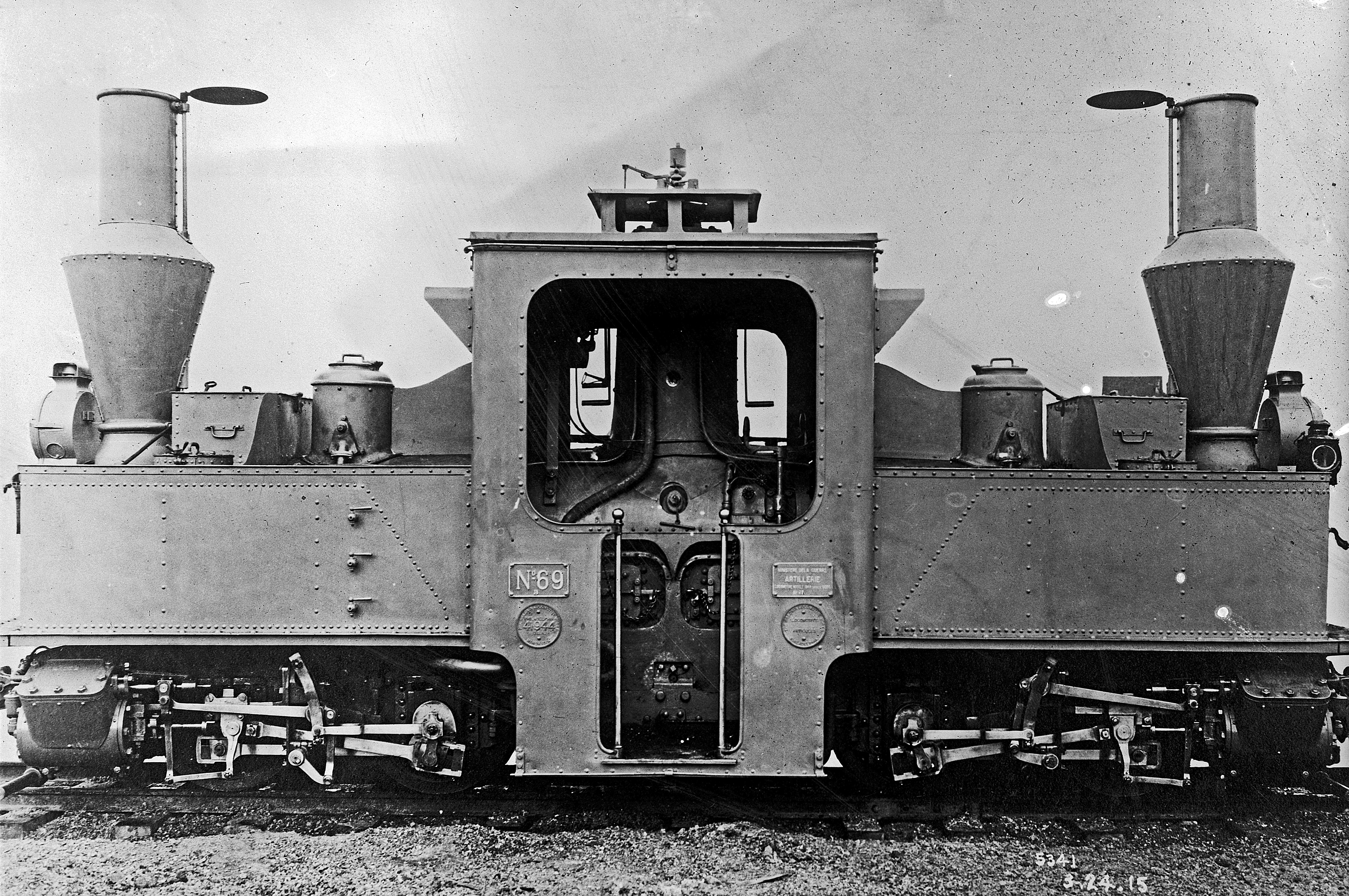
Locomotive Péchot-Bourdon

- Création à Toul du 403e Régiment d'Artillerie[7]. C'est un régiment de Défense Contre les Aéronefs (DCA). Il a été dissous le 30 juin 1999 alors qu'il était basé sur le terrain de Chaumont-Semoutiers.

- Juin 1923 : mois exceptionnellement froid avec un record de moyenne maxi de 16,7 °C à Nancy[8].
  - 17 juin : la température maxi en Lorraine est de 8,7°. Il neige dès 900 mètres sur le massif vosgien.
- 18 juillet : la 13e étape du tour de France arrive à Metz. Le départ avait été donné à Strasbourg[9].
- 20 juillet : le tour de France part de Metz en direction de Dunkerque[9].
- 7 septembre : exécution publique à Nancy de Joseph Witkowski et Stephan Kazmierowski qui ont attendu leur exécution plus de 130 jours après leurs condamnation du 27 avril[10].
- 23 septembre : inauguration à Montauville de la Croix des Carmes par Raymond Poincaré[11]. en visite dans l'est de la France où il visite également Champenoux.
- Octobre : Le Comité Nancy-Paris est créé à l'initiative d'artistes voulant créer un lien entre les créations artistiques des deux villes, on y compte notamment : Jean Lurçat, Jean Prouvé, Georges Sadoul, Étienne Cournault, Gaston Goor[1]...
- 26 décembre : l' opéra de Nancy fait l’objet d’un classement au titre de monuments historiques depuis le 26 décembre 1923[12]. Bien qu’artiste de l’École de Nancy, Joseph Hornecker a créé un opéra dans le respect du style classique, dont seul le « bar oriental » présente les caractéristiques de l’art nouveau.

## Inscriptions ou classements aux titre des monuments historiques
- En Meurthe-et-Moselle : Arc Héré[13], Place de la Carrière à Nancy[13], Palais du gouvernement de Nancy[14]; Musée des Beaux-Arts de Nancy[15]; Opéra national de Lorraine à Nancy[16]

- En Moselle : Abbatiale Saint-Nabor de Saint-Avold[17]

## Naissances

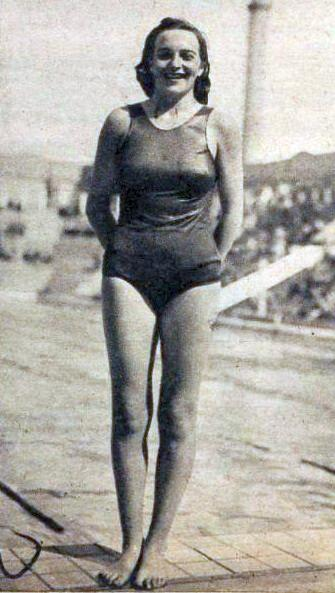
Monique Berlioux en 1943

- 5 février à Lunéville : Anne Wahl, née Anna Olkowsky, morte le 2 juillet 2018 à Clamart[18], résistante française[19], Juste parmi les Nations[20].
- 8 février à Saint-Clément : Pierre-Louis Maubeuge, mort le 22 janvier 1999, géologue, stratigraphe, et paléontologue français, célèbre pour ses travaux de stratigraphie, cartographie et ses recherches pétrolières dans le Bassin de Paris qui ont notamment donné lieu à la découverte du gisement de pétrole de Forcelles-Saint-Gorgon au pied de la colline de Sion au cœur de la Lorraine .
- 13 février à Lunéville : Guy Cabourdin, mort le 27 mars 2003 à Lay-Saint-Christophe, historien français, spécialiste de l'histoire démographique et sociale dont il a été l'un des pionniers.
- 3 mars à Dun-sur-Meuse : Jean Minisini, mort le 21 septembre 2006 à Paris[21], acteur et cascadeur français.
- 24 mars à Villerupt : Guy Erismann[22], mort le 6 septembre 2007 à Brunoy[23], écrivain, musicologue et historien français, spécialiste de la musique tchèque, qui a fait toute sa carrière à Radio France, de 1945 à 1988.
- 23 avril à Loisey : François Roustang[24], mort le 23 novembre 2016 à Paris[25],[26], philosophe français. Ancien jésuite et ancien psychanalyste, il devient hypnothérapeute.
- 24 avril à Épinal : André Caquot, mort le 1er septembre 2004 à Paris 14e[27], orientaliste français, spécialiste de l'histoire et des civilisations sémitiques. Professeur d'hébreu et d'araméen au Collège de France, André Caquot fut élu en 1986 président de l'Académie des inscriptions et belles-lettres. Ses travaux portent en particulier sur les manuscrits de Qumran, sur les cultures ougaritique et phénicienne ainsi que sur l'Éthiopie ancienne[28].
- 7 mai à Médonville : Hubert Voilquin, décédé le 2 août 2015 à Vittel (Vosges), homme politique français.
- 15 mai à Saint-Dié-des-Vosges : Jean Camille Joseph Masson[29], mort le 24 février 2019 à Ollioules (Var) à l’âge de 95 ans, membre du commando Kieffer.
- 18 mai à Mirecourt : Jean-Marie Georgeot est un exégète catholique français, laïc, mort le 1er octobre 2009.
- 17 juin à Metz : Claude Santelli, réalisateur, scénariste et producteur français, mort le 14 décembre 2001 à Garches[30].
- 4 juillet à Commercy : Jean Dumont, mort le 17 janvier 2007 à Paris[31], architecte français.
- 4 août à Achen : René Sieffert, mort le 13 février 2004 à Aurillac[32] dans le Cantal, japonologue français, et fut professeur à l'Institut national des langues et civilisations orientales (Inalco).
- 5 août à Nancy : André Heinrich, réalisateur français, mort le 14 septembre 2014 à Nancy.
- 11 août à Talange : Roger Engel, mort le 24 janvier 2018 à Haguenau[33], est un enseignant, naturaliste, archéologue et écrivain français, collaborateur actif de la Société d'histoire et d'archéologie de Saverne et environs, du Jardin botanique du col de Saverne et de l'Herbier de l'université de Strasbourg, grand connaisseur des Vosges septentrionales gréseuses[34] et spécialiste des orchidées de France et d'Europe[35].
- 17 août à Belleville-sur-Meuse : Pierre Chaunu, mort le 23 octobre 2009 à Caen[36], historien français.
- 5 septembre à Nancy : François Rémy, décédé le 7 mai 2015 à Paris, médecin français. Il est notamment ancien directeur régional de l'Unicef pour le Proche-Orient, ancien président du comité français pour l'Unicef, chevalier de la Légion d'honneur et lauréat du prix Dag-Hammarskjöld de l'Académie internationale pour la paix.
- 22 septembre à Brabant-lès-Villers (Meuse) : Jean Bernard, homme politique français  décédé le 3 juillet 2004[37].
- 7 octobre à Saint-Dié-des-Vosges : Michel Kuehn, mort dans sa ville natale le 18 septembre 2012[38],  évêque catholique français, évêque de Chartres de 1978 à 1991.
- 18 octobre à Thionville : Marcel Le Bihan, résistant et maire honoraire de Pompey (Meurthe-et-Moselle)[39].
- 23 octobre à Metz : René Darbois (décédé en 1955, aviateur français. Il est l’un des rares pilotes de chasse à avoir volé sur Messerschmitt et sur Spitfire pendant la Seconde Guerre mondiale.
- 25 octobre à Verdun : Louis Beaudonnet, mort le 16 avril 2014 à Paris, officier général français de la gendarmerie nationale. Il est l'officier de gendarmerie le plus décoré de France jusqu'à sa mort[40].
- 15 novembre à Metz : Robert Willar, animateur de radio, mort le 20 décembre 2008 à Narbonne[41], à l'âge de 85 ans qui fut, de 1951 à 1956, la voix des "Actualités françaises" diffusées dans les cinémas.
- 16 novembre à Saint-Louis-lès-Bitche : Jean Seitlinger est un avocat, écrivain et homme politique français.
- 17 novembre à Nilvange : Georges David, médecin français. Il est connu pour être le fondateur de la première banque de sperme et du Centre d'étude et de conservation des œufs et du sperme humains (Cecos) en 1973[42]. Il a également posé les bases de l’éthique française de la procréation médicalement assistée (PMA).
- 21 décembre à Nancy : Roger Munier, mort le 10 août 2010[43] à Vesoul, écrivain, traducteur et critique français. À partir de 1953, Munier a été l'un des premiers à traduire en français l'œuvre de son maître et ami, le philosophe allemand Martin Heidegger (1889-1976).
- 22 décembre à Metz : Monique Berlioux, morte le 27 août 2015 à Paris, championne de natation de la fin des années 1940 et au début des années 1950 devenue dirigeante dans les institutions du sport international, ayant notamment occupé pendant seize ans le poste de directrice générale du Comité international olympique (CIO).

## Décès

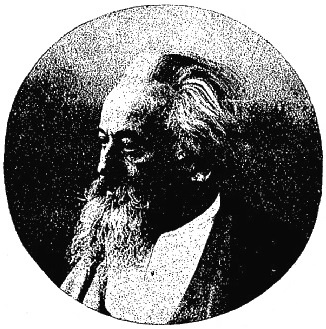
Victor Huel père

- à Nancy : Albert Jasson est un architecte français, né à Bordeaux en 1849.
- 7 janvier à Beauzée-sur-Aire (Meuse) : René Gillet, homme politique français né le 5 août 1845 à Ligny-en-Barrois (Meuse).
- 27 avril à Nancy : Louis Déon, né à Besançon le 27 juin 1879[44],architecte français actif à Nancy de la fin des années 1900 au début des années 1920.
- 27 mai à Thonne-les-Prés : Albert de Benoist, né le 17 mai 1843 à Waly, député de la Meuse de 1901 à 1906.
- 30 mai à Ligny-en-Barrois : Mélanie Chasselon, née le 2 septembre 1845 à Ligny-en-Barrois[45],[46], compositrice française.
- 19 août à Nancy : Victor Huel, né à Nancy le 24 juin 1844, sculpteur français.
- 21 septembre à Commercy (Meuse) : René Grosdidier, homme politique français né le 14 janvier 1846 à Mauvages (Meuse).
- 4 décembre à Paris : Maurice Barrès.